# حسين خضري
حسين خضري (بالفارسية: حسين خضری) كان ناشطًا كرديًا إيرانيًا حُكم عليه بالإعدام من قبل المحكمة الثورية الإسلامية الإيرانية في عام 2009. لقد كانت التهمة «محاربة الله» من خلال عضويته في حزب الحياة الحرة الكردستاني. تم اعتقاله في كرمانشاه عام 2008 واحتجز في سجن أورمية.
أُعدم حسين في 15 يناير 2011 في عرمية بمحافظة أذربيجان الغربية في إيران. لم يتم إبلاغ عائلته ومحاميه بإعدامه إلا بعد تنفيذ الحكم.